# Eleição primária do Partido Republicano de Dakota do Sul em 2012
A eleição primária do Partido Republicano da Califórnia em 2012 foi realizada em 5 de junho de 2012. A Dakota do Sul terá 28 delegados na Convenção Nacional Republicana.

## Resultados
| Eleição primária do Partido Republicano de Dakota do Sul em 2012 | Eleição primária do Partido Republicano de Dakota do Sul em 2012 | Eleição primária do Partido Republicano de Dakota do Sul em 2012 | Eleição primária do Partido Republicano de Dakota do Sul em 2012 |
| Candidato                                                        | Votos                                                            | Percentagem                                                      | Estimativa de delegados nacionais                                |
| ---------------------------------------------------------------- | ---------------------------------------------------------------- | ---------------------------------------------------------------- | ---------------------------------------------------------------- |
| Mitt Romney                                                      | 34.033                                                           | 66,1%                                                            | 25                                                               |
| Ron Paul                                                         | 6.704                                                            | 13,0%                                                            | 0                                                                |
| Rick Santorum                                                    | 5.916                                                            | 11,5%                                                            | 0                                                                |
| Uncommitted                                                      | 2.797                                                            | 5,4%                                                             | 0                                                                |
| Newt Gingrich                                                    | 2.074                                                            | 4,0%                                                             | 0                                                                |
| Unpledged delegates:                                             | Unpledged delegates:                                             | Unpledged delegates:                                             | 3                                                                |
| Total:                                                           | 51.524                                                           | 100,0%                                                           | 28                                                               |

| Obs: | Desistiu da eleição |